# 伊卡利语
伊卡利语是一种跨新几内亚语系语言，由印度尼西亚巴布亚省帕尼艾湖地区约10万人使用，主要分布在Enaratoli、Mapia、Moanemani等村。是西达尼语后，印尼巴布亚地区使用人数第二多的巴布亚语言。语言状态还相当有活力，语言资料比较匮乏。

## 音系

### 辅音
|      |      | 唇音 | 齿龈音 | 硬颚音 | 软腭音 |
| ---- | ---- | ---- | ------ | ------ | ------ |
| 鼻音 | 鼻音 | m    | n      |        |        |
| 塞音 | 清   | p    | t      |        | k      |
| 塞音 | 浊   | b    | d      |        | ɡᶫ     |
| 近音 | 近音 | w    |        | j      |        |

浊软颚塞音(ɡᶫ)带边音除阻。Doble (1987)将后元音/o、u/后的/k/、/ɡᶫ/均描述为唇化的[kʷ, ɡᶫʷ](如okei“他们”，euga“更多”)，g的边音成分含量是参差的。Staroverov & Tebay (2019)将/ɡᶫ/描述为，前元音前为软腭边音[ɡᶫ]，非前元音前为小舌边音[ɢʶ]。边音前往往成阻，也可能没有，仅是[ʟ]。
/j/在高前元音/i/前是更颚化的[ʒ]（也可能是[ʝ]或[ʑ]）（如yina“昆虫”）。

### 元音
Both Doble (1987)和Staroverov & Tebay (2019)记录有5个元音。长元音和双元音被分析为复元音。
|        | 前元音 | 央元音 | 后元音 |
| ------ | ------ | ------ | ------ |
| 闭元音 | i      |        | u      |
| 中元音 | ɛ      |        | o      |
| 开元音 |        | a      |        |

### 声调
伊卡利语是声调重音语言。一个词中一个音节可以有高调，与没有高调的语言对立。如果是复元音，且不在词尾，则高调还为升调。
CV词没有声调对立。CVV有中/低调和高调对立。（此处和以下的C可有可无）
CVCV(V)词在最后音节可能带对立性高调。CVVCV(V)、CVCVVCVV、CVVCVCV(V)（罕见）词在第一个长音节上可以有升调或降调。CVCV(V)CV、CVCVCVV、多于四音节的词没有声调对立。

## 书目
- Doble, Marion (1962). "Essays on Kapauku grammar". Nieuw Guinea Studiën. 6: 152-5, 211-8, 279-98.
- Doble, Marion. . Oceanic Linguistics. 1987, 26 (1/2): 55–113. JSTOR 3623166. doi:10.2307/3623166.
- Drabbe, Peter. . Den Haag: Martinus Nijhoff. 1952 （荷兰语）.
- Steltenpool, J. . VKI 56. The Hague: Martinus Nijhoff. 1969.